# 森下敬一
森下 敬一（もりした けいいち、1928年3月3日 - 2019年12月31日）は、日本の医学医師。血液生理学の立場から、現代医学の疑問点に対し実験的な検証を重ね、「自然医学理論」を確立した。

## 概要
自身の自然医学理論に基づき、森下自然医学として現代医学とは一線を画した治療法（自然医食療法）を指導し、終生に亘りガンをはじめとする慢性病患者を改善へと導いた。
国際自然医学会会長、お茶の水クリニック院長、グルジア・トビリシ国立医科大学名誉教授、グルジア長寿学会名誉会長、アブハジア長寿学会名誉会長、アルメニア長寿学会名誉会長、瀋陽薬科大学客員教授、吉林省氣功保健研究所客員教授（名誉所長）、吉林省中医中薬研究院・老年医学研究所顧問、中国保健食品協会・抗衰老学会名誉理事、黒竜江省非薬物治療研究中心名誉院長、広西抗衰老科学技術学会顧問、広西巴馬長寿研究所名誉所長などを務めた。
腸管造血説（千島・森下学説）の提唱者の一人であるが、本人が認めているところ学術界ではほとんど顧みられていない。

## 人物
両親は、神奈川県津久井郡藤野町（現・相模原市緑区）出身。
父は医師で、当時日本の統治下にあった朝鮮において病院を運営しており、敬一は小学校卒業まで共に暮らす。その後、敗戦により両親は日本に引き上げ、藤野に移り住んで半農半医の生活をしていた。
尋常高等小学校卒業と同時に、敬一は父から奈良県の天理中学校（現・天理高等学校）への入学を言い渡される。理由は、日本の内地でドイツ語を学べる数少ない中学校で、両親の住居に最も近かったためだろうという。
敬一は「青天の霹靂だった」と言いつつも、この全寮制の5年間の教育が、自身の人格形成に大きく影響したと述べている。
在籍した天理第二中学校は全寮制の男子校で、学校生活は軍隊生活以上に厳しいスパルタ教育だった。教授陣は極めて優秀であったが、厳しい教育システムゆえに1年生から2年生に上がるときには、脱走や自殺などで半減するのが常だった。しかし、敬一はのちに、天理中学のスパルタ教育が自分を変えたと言い、「男は若いうちに一度は集団生活の中で、厳しい規律を体験するべき」と折に触れては述べていた。
戦後、両親が引き上げて来て故郷の藤野に移り住む。当時の藤野は無医村で、父は農業をしながら患者を診るという半農半医を行い、敬一はそこから大学へ通った。
学生時代はあまり勉強するほうではなかったと言うが、研究室に入ってからはがむしゃらに突き進み、約20年の研究室時代には医学だけでなく、そこに隣接する地質学、生物学など、生命に関わるあらゆる分野を掘り下げていった。
のちに森下は、自然医学の臨床活動において、「医師は博物学者であるべき」と述べている。医学は人間を対象とする学問であり、その生命現象はまさに小宇宙であって、物理化学、生物学はもちろん、環境や歴史、意識の問題と、目に見えない世界をも含めて総合的に捉えなければ、正しい方向性が見出せない。
医療というものは、基礎理論の上に臨床が成り立つという体系でなくてはならない。医学と医療が別物だという現代の風潮は不勉強から来る誤解であって、若いうちに進化論的な発想から土台を築き上げて臨床を行わなければ、「葦の髄から天井を覗く」というような狭い視野となり、医療がバラバラになってしまう。こうした懸念は、近年の代替医療に対しても同様に抱いていた。
大学を卒業して20年後の1970年、東京都文京区にお茶の水クリニックを開設し、自身の研究により確立した「森下自然医学理論」に則った「自然医食」を指導して、ガンをはじめとする慢性病を多く回復させていった。
その臨床活動は、森下が91歳10ヶ月で永眠する当日までの約50年間続いたが、クリニックは森下の急死と共に閉院となった。生涯に亘り弟子を育てるということはなく、国際自然医学会の職員に対しても「学びたい者は、私の著書で勉強しろ」という姿勢を貫き、森下自然医学の後継者はいない。長男は外科医、次男は仏師。
日本プロ野球の広岡達朗が西武ライオンズ監督の頃、森下を講師に招き、選手と選手夫人を対象にした玄米食をはじめとする自然医学に関する講演会を実施している。広岡の西武監督時代の戦績が優れている背景に、森下が提唱する自然食を、広岡が強く要請してチームに導入した事が挙げられる。

## 経歴

### 「腸造血説」へのプロローグ

#### 学生教室員時代
1947年（昭和22年）、終戦後の食糧難の時代に、軍が池を遊ばせるのはもったいないので食用ガエルを養殖して食料の足しにしようと、新宿御苑をカエルの養殖池にした。それを耳にした当時学生の森下は、カエルを獲りに行ったところ、まだオタマジャクシだった。ウナギの頭に尻尾をつけたような大きなオタマジャクシで、これは食べられそうにないと思ったが、せっかく来たのだからと4、5匹持ち帰った。
そのオタマジャクシは背中は真っ黒なのに裏返してみると白く透明で、体の割に大きな心臓がピクピク動いている。心臓に針を刺すと僅かな血液が注射筒に入ってきて、その血液をスライドに載せて観察したら、大きな堂々たる赤血球だった。
手足の無いオタマジャクシの心臓には、すでに成長したカエルと同じ血液が循環していて、当然それが造られる場所は何処かということになる。心臓がピクピク動いているすぐ下に、腸がきれいに渦を巻いて、蚊取り線香のようなスパイラルがあるだけで他には何も見当たらなかった。そのときに、赤血球を造っているのは間違いなく腸だなぁと、直観的に思った。これが、森下が腸造血説に至るきっかけだった。
それから、1週間か10日おきに池に出掛け変態を観察する。尻尾が次第に短くなり後足が伸びて、右前足が成長する時期には尻尾が無くなる。しばらく経ってから左前足だけピュッと出る。ほかの足は4、5日から1週間掛かるのに、左前足は1日も掛かっていない。
カエルの血液はオタマジャクシのときから、紡錘状で人間の100倍はある立派な赤血球をもち、手足が生えてきても全く関係ない。
当時の東京医大では学生教室員というのが認められていて、先輩たちの色々な実験を手伝っていた。森下は、博士論文を書くために教室に来ている医師らに呼び出され、「教授に言われている実験を、代わりにやってくれないか」と頼まれて、白衣のポケットに5千円札を入れられたりした。
カエルの摘出心臓の離体標本づくりはとても難しく、心臓の拍動を続けさせてガラスのカニューレで生理食塩水をどんどん入れ還流させて生かし続ける。失敗する先輩たちが投げ出して何百回もやらされた森下は、ガラス器具屋を呼び色々と注文を付けて改良させ、森下式カニューレを作った。新しい技術が登場すると新しい知見が生まれ、森下は便利な人間だと先輩たちに重宝がられた。森下自身も、タバコ代や酒代に不自由する時代だったので、小遣い稼ぎに喜んで実験した。

#### 生理学教室に入室
生理学研究室の主任教授は、先輩医師たちの代わりに実際は森下が実験していることを百も承知で、見て見ぬふりをしていたようで、教室として森下をはずす訳にいかなかった。森下が大学卒業時に「入室をお許しいただけませんか」と願い出ると、教授も助教授もニコニコしながら「君の場合はダメという訳にいかんでしょう」と言って許可され、血液生理学を専攻する。
森下は、学生時代からのオタマジャクシの続きを行い、腸造血の発想に確信があって、それを確かめる実験を準備していた時期で、正式に入室が許されてからは堂々と実験した。教授や先輩たちも森下の実験を、「何か秘密裏に、コツコツと得体の知れない研究をやっているらしい」くらいは分かっていたようだが、森下もまだ決定的な証明が示せる訳でもなかったので、自分の考えを言わなかった。

#### 森下研究室（血液生理学）
正式に生理学教室に入室して2‐3ヶ月経ったころ、教授から「倉庫になっている部屋があるから、そこを片付けて君の研究室にしなさい。2、3人メンバーを付けてやるから、そこでやったらどうだね」と言われた。
新しい研究室は治外法権のようなもので、森下にはありがたかった。「見放されたのかなぁ」とも一瞬は思ったが、恐らく「自由な発想で自由にやらせた方が、こいつは役に立つだろう」と、大きな視野で考えてもらえたのだろう。そうでないかも知れないが、私はそう思って感謝している、とのちに森下は回想している。
研究室には、森下の4‐5年先輩格の医師たちが多く入ってきた。メンバーたちの論文をつくるために実験をやり、データを出して整理し、共同研究の形で論文を書いて連名で発表した。
当時、東京生理学談話会という関東一円の各大学が毎月持ち回りで学会を開いており、森下研究室は毎月そこに論文を発表した。毎月演題を出しているので、動物実験代とか研究費と称して、先輩たちが一定の金額を月々払い込んでくれた。先輩たちは殆どが開業医で、研究室には教室の集まりのときに顔を出すくらいで、本業で稼いだお金の一部を回してもらう感じだった。
その代わり、森下は責任をもって論文を書き、色々な大学に提出して教授会の審査を受けたりした。それらの論文のテーマは、森下自身の研究である腸造血に間接的につながるものもあった。血液生理学を標榜していたため、すべて血液関係の実験生理学で、生体内の活性酸素を消去する組織呼吸酵素、カタラーゼ、グルタチオンペルオキシダーゼなど、当時は測定方法さえ確立されていなかったものもすでに興味をもって研究していた。
葉緑素は森下の主たる研究テーマで、葉緑素を熱心に研究していたドイツのビールギー教授の論文を中心に、森下研究室には全世界の葉緑素に関する論文が集まっており、農業関係の大学から問い合わせが来たり、複写したものを送ったりしていた。
腸造血に関する研究も続行しており、ウサギの腹部に穴を空け、ガラス窓を付けて腸の状態を観察しようとしたが、非生理的な実験条件下では決め手を見つけるのが難しかった。結局、周りから証拠を集めるしかないと考えて、色々な動物の骨髄を調べてみることにした。
人間も含めて動物の骨髄組織は、重量的にみると約95%が手足の長管骨にある。長管骨に出入りする血管というのは、針の孔くらいが1ヶ所だけポツンと開いていて細い血管が1本通っているだけであり、骨髄組織を遮断することは難しくない。当初は結紮していたが、順天堂医院で外科だった医師が入室し電気メスで焼灼してスピーディーになった。
教室には常に10人ほどの研究員がおり、長管骨を遮断したあとの動物の赤血球数を調べたが、手術のストレスが残る1週間から10日を過ぎれば赤血球数はちゃんと元に戻り、長管骨を遮断しても事実上血液の量に増減が無いことを確認した。この実験が公表されると、当時の東京医大の長村教授らが批判し、長管骨ではなく短管骨（肋骨などの扁平骨）だと主張するようになった。

### 「細胞新生説」へのプロローグ
森下が夜通し顕微鏡で赤血球をながめていた時、紡錘状の赤血球の一部が崩れるような感じになり、フワッと何かが出てきた。それは丸い玉なのだが、しばらく観ているとアミーバ様に運動をし始める。これは間違いなく白血球だと思い、事の重大さにしばらく誰にも言えなかった。そこで、来る日も来る日も赤血球を観察した。
ところが、いつも観られるとは限らない。1週間に1回観られれば良いほうで、2ヶ月間遭遇できないこともある。しかし、何回か自分の目で確実に観ているので、皆に見せるために映画撮影を思い立つ。当時100万円でアメリカ製の顕微鏡映画撮影装置を輸入できたが、自身で定期的にシャッターを切り続ける顕微鏡映画撮影装置を発明した（新方式の撮影装置として、第12回東京都優秀発明展覧会で入賞）。
赤血球から白血球が生み出される瞬間をきちんと捉えるには、生きのいいカエルのパワーある赤血球でなければならない。研究員に昼寝をさせ、夕方になったら青山墓地にガマガエルを捕まえに行かせる。一晩で5、6匹持ち帰り、一定の操作をして顕微鏡下にセットし、発明したばかりの映画撮影装置のコマ送りを一晩中行った。
顕微鏡の画面に赤血球が密集すると見定めるのが難しいので、1視野に4‐5個になるよう、あらかじめカエルの心臓から採った血液で血清を分離しておき、そこに新たに心臓を穿刺して採った血液を入れて薄め、ここだと思うところにセットしたら画面を動かさずに撮影する。八ミリの白黒フィルムを毎日毎日、一晩で20本ほど撮影し、現像所へ送ると2‐3日で帰ってくる。毎日試写会をして、早送りで流し大事なところだけストップを掛けて拾う。ところが白血球が生まれる場面に出会う確率は1/1000ほどで、殆どは映っていない。赤血球にも適齢期というのがあって、活力に満ちていないと白血球を生み出す力が無い。若すぎてもダメだが適齢期を過ぎてもダメで、それが難しい。
森下の腸造血説が初めて読売新聞で採り上げられたのは1957年（昭和32年）で、腸の絨毛組織に存在している赤血球母細胞を提示し、その1年後くらいに赤血球から白血球が生まれるという記事が出て、これも大問題になった。
腸絨毛組織に存在している赤血球母細胞は従来の常識を破るものではあったが、この細胞を発見したのは森下が初めてではない。1920年代にドイツはじめヨーロッパで、「大型な白血球が存在して赤血球を貪食している」という論文を4‐5人が発表している。これは解釈が違うだけで、それこそが、食べ物を材料にして腸の壁を通りながら成熟し、赤血球を孕んだ状態の赤血球母細胞に他ならない。解釈が逆なだけで、同じものを観ていることは明らかで、存在自体は否定できない。
森下は、若いころから「自然界においては、すべてのものは動き変化していく」という考え方をもっていた。「細胞は細胞から」というのは、原因も結果も無いということになる。ある原因があって結果が生まれる。その結果がまた原因として次の結果を生み出す。そうした因果関係を明らかにしていくのが科学の使命であって、科学という以上は、ものごとの因果関係が説明できなければならない。同じものが続くというだけでは、原因も結果も無いということで、何も生まれてこないではないか。
食べ物が消化されてモネラになって、モネラから原始的な赤血球になり、更に高次元の体細胞に発展していく。
物質と生命の間には越えがたい溝があるわけだが、その溝に橋渡しをするものがモネラというもの。オパーリンは、物質がだんだん変化して、生命の一歩手前の「コアセルベート」ができるというところまでは証明した。これは世界的に受け容れられている。オパーリンはコアセルベートまでは観ているのに、その間が断層になっている。そこを埋められるのは、「モネラ」の概念しかない。
例えば、卵の黄身が孵化するとき、卵黄を構成している卵黄球というのはひとつの有機物質だと考えて良い。有精卵を数日ほど孵卵器の中に置いておくと、最初に卵の黄身の表面に赤い点々がたくさん出てくる。その部分だけを取り出して顕微鏡で観てみると、明らかに赤血球である。それは何処から出て来たのか。その赤血球が寄り集まったブロックが、互いに繋がり合って血管ができ上がる。その血管の一部が拍動し始めて、まず心臓の原型みたいなものができ、そのポンプのような力で血管の中を赤血球が効率的に輸送されていき、ヒヨコの全身がつくり上げられていく。
最初は、卵黄球というブロックが集まった物質である卵黄しかないのに、何処から赤血球が出て来たのかということになる。だから、特殊な有機物から細胞ができ上がるということは判っている。
モネラというのは、ヘッケルというドイツの生物学者が、微生物の世界や動植物の世界を観て、モネラという存在を介して細胞が生まれてくると述べている。論文では、モネラから発展する色々な細胞の絵を描いているのだが、その大元になるのはモネラであるという考え方で、それは彼の顕微鏡的な観察である。
学説としては、赤血球から白血球、白血球から細胞、或いは、赤血球から直接様々な細胞へ、の両方がある。血液からそれぞれの細胞になるのは、組織細胞からの導引である。導引されてある組織に入ったものは、その細胞になる。例えば肝臓に導引されて、周りがすべて肝細胞なのに1個だけ腎細胞になるというわけにいかない。

### 「血液の可逆分化説」へのプロローグ
我々の体の中で、細胞が最も代謝されているのは肝臓である。肝臓は猛烈なスピードで代謝されているにも拘らず、肝細胞に分裂能力は無い。
森下は永年に亘り顕微鏡を覗いて観察し続け、ついには右目の網膜が焼けるほどで、「右目の視力は殆ど無い」とよく述べていた。それほど観察しても、肝細胞が分裂するのを観たことが無く、また他者が提示した細胞分裂写真も見たことが無い。
肝臓は明らかに血球から形成されているし、絶食したり病気になった場合の肝細胞は赤血球または白血球に姿を変えて、肝細胞自体は細胞の膜だけが残って中はがらんどうである。
森下は、ウサギをはじめ色々な動物を何十匹も餓死させて実験した。食べ物を与えないでいると、最後は自分の毛を食べる。だから腸の中に、自分の体毛がたくさん詰まっている。そのような状態で、腸壁の組織、肝臓の組織、その他も全身的に何回も調べたが、細胞の中は空っぽになっていた。核が一部残ったりすることはあるが、細胞質は全部抜けてしまい、細胞膜だけはしっかり残る。
細胞質は何のために、何処へ行ったのか。これは、明らかに細胞質が赤血球に解体したということを動物実験で観察できる。餓死する1‐2日前に動物を調べると、細胞の周りには、細胞から出てきた細胞質が変化したと思われる赤血球・白血球がある。それによって、血液中の赤血球数は一定数を保ち続けようとしているのだ。断食では腸で造血できないために、まず脂肪組織を血液に戻し、骨髄脂肪も赤血球に戻っていく。その赤血球の逆分化の状態を、飢餓状態のハトやニワトリでマンチェスター病院の病理学研究者らが観察し、骨髄造血説が主張されるに至ったのである。
テレビなどで癌細胞として放映されるHeLa細胞というのは、いわば分裂するように調教されているもので、森下の印象では、原虫か細胞かよく判らない丸い球体が、両側で逆回転をしてフワッと分かれるのを観たことがある。そのことを細胞分裂と言っているのかと思ってみるが、一般的に細胞分裂と考えられている現象は、どうもそれではないらしい。違うとすれば、森下は医学上の定理とされている細胞分裂（細胞は細胞から）という現象を観たことが無い。
1960年（昭和35年） - 1961年（昭和36年）、森下は血液を無菌的な条件のもとで試験管の中に放置しておけば、最後はどのように変わるのかを追求するため、「血管外無菌血液」の終末変化を研究した。
完全に滅菌・無菌処理した特殊な試験管に無菌血液を入れ、滅菌空気の酸素を注入しつつ1-2ヶ月間培養して、大学の研究員をつかい詳細に探索した。結論として、無菌的な血液でありながら、赤血球の中に点状のバクテリア様の微小体が発生し、これが血漿の中でだんだん発育して球菌になり、かつ、桿菌にまで発展をするという事実を確認するに至る。そこで、細胞を生命の最小単位とすることに疑問を呈し、「細胞は、更に小さな単位からできている」と結論づけた。生命の最小単位がこうした顆粒にあると理解すれば、バクテリアと赤血球の可逆的な関係、および赤血球、白血球、細胞との相互間にも、すべて可逆的な関係があることを説明づけられる。

### 桜沢如一との出会い

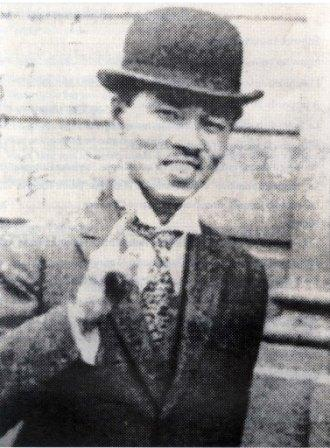
Sakurazawa Yoshikazu

大学研究室時代の1956年（昭和31年） - 1957年（昭和32年）ころ、当時「日本が生んだ昭和の怪物」と噂されていた桜沢如一に興味をもち、そのグループの集まりに参加した。
森下は自己紹介を兼ねて研究内容を話したところ、桜沢は「それは歴史的な考え方だ。日本から世界に向けて発信されなければならない、ユニークで革新的な真理だ」と言い、その言葉を聞いた森下は、逆に「この人は凄い人だ」と思った。
森下の腸造血説が初めて新聞に採り上げられたのは1957年（昭和32年）5月で、桜沢が記事を目にしたかどうかは微妙なタイミングで、これまで森下の話を理解できる者は殆どいなかったからである。
桜沢は、昭和30年代初期から東京光雲閣において例会を開いており、日本の新しい時代を創ろうというメンバーが集まって熱気にあふれていた。例会には、毎回そうそうたる知識人が集まり、森下は足しげく参加するようになる。そこには、西洋医学を学んだ医師で参加する者は、森下以外に全くいなかった。
当時、森下が座間近くの養鱒所で、自身の研究を基に考えた餌でニジマスの白血病を完治させ、次いで鶏の白血病を完治させて、鶏の血液の状態がどんどん変わっていくことを例会で話した。その数日後に桜沢から電話が入り、夫妻で何度も研究所を訪れるようになった。
鶏の白血病完治について桜沢は「勝因は、ある特定の条件でなく総合的な結果だろう」と述べ、土を調べるよう助言する。森下は使用した腐葉土を調べ、1年がかりで2種類の結晶物質を抽出し、黒い結晶は白血球を減らし、白い結晶は白血球を増やすことを突き止めて、それぞれの化学構造を明らかにした上で桜沢に提出した。
1958年（昭和33年）9月に第127回東京生理学談話会で公開発表した、「赤血球から白血球が生まれる」という顕微鏡動画も光雲閣の例会で上映したところ、桜沢は「金も時間もつぎ込んだ歴史的な映画なのだから、買ってやってくれ」と言い、岡田周三が買い取ってくれた。更に、森下はＣＩ協会の拠点である大阪、神戸、四国で映画を上映しながら解説させてもらう。
フランスの科学者ケルブランが元素転換説を発表したとき（1962年）、桜沢はフランスから帰国し、光雲閣に緊急招集を掛けて森下も赴いた。その10日余りのちには、フランスから持ち帰った元素転換理論の本を桜沢が日本語に翻訳し、贈呈してくれた。
1965年（昭和40年）、フランスに滞在していた桜沢から『パリ・マッチ』というフランス最大の自然科学雑誌が森下に送られてきた。そこには、ガン研究者であるアルペルン教授が撮影したガン細胞の顕微鏡写真が掲載されており、同様の写真と解説を森下の論文集『血球の起原』（1960年発行）で見たことを記憶していた桜沢は、同封した手紙の中で、森下のガンに関する英文のものがあればすぐ送るようにと書いていた。
ある冬の明け方、桜沢から緊急の呼び出しが掛かり光雲閣に行くと、部屋の机の上に14‐15冊の本が積んであり、「昨夜は面白くて、徹夜でこれだけの本を読んだ」と言って森下を驚かせた。半信半疑の森下が「その本を拝見しても宜しいですか」と何冊か中を開いてみたら、ところどころ二重丸、三重丸がつけられて、あとはすべて赤いペンで斜めに線が引いてあった。森下が「線が引いてあるのは、どういう意味ですか」と問うと、「ページを開いて読まなくても分かるところは線を引いて飛ばしていく。大事なところ、記憶に留めておかなくてはならない重要なところだけ拾い読みをすれば全部わかるのだから、僕はこういう読み方をしているのだよ」と答え、森下を再び感嘆させた。
森下は桜沢に対し、「有形無形の財産をいただいた」と終生に亘り敬意を払い、感謝の言葉を述べていた。

### 腸管造血説（千島・森下学説）の公表
当時「読売新聞」記者の二宮信親（後に読売新聞社出版局長を経てラジオ日本常務取締役）が、1957年（昭和32年）5月に森下の新学説を読売新聞で紹介した。その前に、二宮は岐阜の農学者で同様の説を唱える千島喜久男（1899年 - 1978年）を知り、千島に会って森下の研究を紹介している。
千島は森下の研究をすでに聞き及んでおり、自身の腸造血のヒントとしては、デュラン・ジョルダの本を読んでいた。二宮は彼らの新学説について、研究に関する両者の協力を進言すると、「その通りですよ」と何度もうなずいたという。
森下、千島の両者が、別の立場からの研究で同様な結論を唱えていたことから、二宮は「千島・森下学説」と呼び、新聞その他で紹介した。前後して、当時「科学新聞」記者の鵜野誠（後に同社編集委員を経て科学評論家）も科学新聞に掲載し、森下の学説が公に一般の目に触れるようになった。
それらの記事が出た1957年（昭和32年）の夏、千島喜久男が上京して森下への面会を希望し、科学新聞記者の鵜野が森下に引き合わせている。両者は互いに大いに喜び、千島は上京を重ねるようになる。森下も独自の実験画像や病院で入手した組織標本などを提供し、良好な協力関係を築いていった。千島は新学説の呼び名にはこだわらないと述べ、森下は生涯にわたり「千島・森下学説」と呼んでいる。
当時、千島は学位論文の提出先に苦慮しており、受理してくれる大学の紹介を森下に依頼し、森下は最終的に東邦医大の解剖学教授である幡井勉に論文を収め、幡井の指導のもとに手を加え、医学博士の学位論文として受理された。千島は森下に感謝の意を表し、巨大な岐阜提灯を贈呈して、森下はこれを家宝とした。
森下が腸管造血説に至るきっかけとなったのは、東京医科大学生理学教室時代に、骨髄造血の概念が内包する不合理性を実験的に証明しようとしていたある日、偶然にも、ヒキガエルの赤血球から白血球が新生される現象に邂逅したことである。医学・生物学界の常識を鑑みて、ひとり密かに追索を試みた末、1951年（昭和26年）には紛れもない事実であることを確信するに至る。
森下の研究は、地球の誕生から生命の起源にまで遡り、のちに常識となるも当時は否定的な見方がなされていた「生命の自然発生説」を是とした。そして、生命前段階物質はいまなお造り出されており、それらは連続した流れの中にあって、らせん状に全部が関連しているもので、それらの現象は可逆性があると考えた。例えば、呼吸現象と解糖系、醗酵と硝酸呼吸と酸素呼吸、同化作用と異化作用などは別々に存在するのではなく、環境の条件によって可逆的に移り変わる反応である。
腸管造血理論は、食べ物が食物性モネラ（生命前段階物質）に発展し、それが腸粘膜において血液細胞に変わり、血液細胞がさらに寄り集まって体細胞に変わっていくとするもので、それらに関する動物および人体組織の膨大な顕微鏡写真をもって証明している。
1955年（昭和30年）、学位授与を機に東京歯科大学に移り、それまで書き纏めていた論文の学会発表を試みる。主として生理学会総会と生理学談話会においての発表であったが、よき理解者を得るには至らず、主流の学術雑誌にはこぞって否定され圧迫を受けた。そうした状況での千島との出会いは、大きな喜びであったという。
1958年（昭和33年）前後、研究内容のさらなる証明のために映画撮影を思いつき、当時アメリカの顕微鏡映画撮影装置が高価だったため、一定間隔でシャッターを切る自動撮影装置を自身で発明して、四六時中撮影した。この赤血球から白血球が生まれる画像も大問題となり、これらはすべて医学界から黙殺されたものの、自作の顕微鏡映像撮影装置は、第12回東京都優秀発明展覧会で入賞した。この動画は森下独自のものであったが、千島の名も加えて発表している。
その後、森下は自身の理論に基づく二十数年の臨床経験をふまえて、独自の自然医食（浄血・消ガン食）を開発するが、浄血の具体的な手法において、牛乳を推奨する千島とは決定的な意見対立を生じ、実践運動において袂を分かつこととなる。
1961年（昭和36年）、千島は雑誌「生科学評論」に「現代医学の五原則批判」という論説を載せた。これは現代医学批判論であり、森下も大いに共鳴したものの、千島はそれを「千島学説の八大原理」という哲学に飛躍させていく。千島は森下に対し、牛乳推奨論や千島哲学に同調するよう迫り、あくまでも科学的方法で進みたいとする森下を、千島の発行する雑誌「生命と気血」で2度にわたり攻撃する。森下は、科学と哲学という思想的な立場の違いと認識し、黙して語らず、両者の協力関係は消滅に至る。
1978年（昭和53年）、千島は十二指腸潰瘍を患い永眠する（享年79歳）。
千島の死後、1982年（昭和57年）1月に、千島の遺族により腸造血説などの学説権利について、森下は千島側から提訴される。裁判は2年余りに及んだが、回を重ねるにしたがって真相が明らかにされてゆき、1984年（昭和59年）3月26日の判決によって森下側が全面勝訴となった（岐阜裁判：昭和五六年（ワ）第六六二号、昭和五九年三月二六日判決言渡同日判決）。

### 衆議院科学技術振興対策特別委員会「ガン問題」に、学術参考人として証言
森下は、衆議院科学技術振興対策特別委員会でガン問題参考人として招喚され、腸造血説に基づく新ガン理論の概要を述べている。その内容は、「対ガン科学に関する問題」、「対ガン科学、農薬の残留毒性の科学的究明及び低温流通機構等に関する問題」、「食品加工技術に関する問題」と3回に及ぶ。
本委員会は、当時の衆議院議員であった齋藤憲三らが、様々な視点から広く人類のためのガン征服を前提として協力すべきとの考えで招喚した。しかしながら、当時の癌研究所所長であった吉田富三は、ガン専門の研究者だけで討論をすべきと述べ初回しか出席していない。

#### 1、第51回国会 衆議院 科学技術振興対策特別委員会 第14号 1966年（昭和41年）4月7日（木曜日）
＜国会議事録＞第51回国会 衆議院 科学技術振興対策特別委員会 第14号　案件：科学技術振興対策に関する件（対ガン科学に関する問題）
本国会で「血液を浄化していくということが非常に大事なことであり、我々は何を食べても良いわけではなく、食べものの質は厳に吟味しなければならない」と述べるも臨床医たちに理解が得られなかったため、同年10月末に、「限られた時間内での概要的な話では、誤解されること無きにしもあらず」と、それまでの研究および講演内容を纏めた著書『血液とガン』を出版する。

#### 2、第58回国会 衆議院 科学技術振興対策特別委員会 第6号 1968年（昭和43年）3月21日（木曜日）
＜国会議事録＞第58回国会 衆議院 科学技術振興対策特別委員会 第6号　案件：科学技術振興対策に関する件（対ガン科学、農薬の残留毒性の科学的究明及び低温流通機構等に関する問題）

#### 3、第61回国会 衆議院 科学技術振興対策特別委員会 第14号 1969年（昭和44年）6月12日（木曜日）
＜国会議事録＞第61回国会 衆議院 科学技術振興対策特別委員会 第6号　案件：科学技術振興対策に関する件（食品加工技術に関する問題）

### 「長寿学」「氣能医学」へのプロローグ
大学の研究室時代から患者の相談を受け、玄米菜食で多くの患者が改善するのを見てきた森下は、お茶の水クリニックでガンをはじめとする慢性病・難病の患者たちが治癒していくことに対し、その裏付けを取りたいと考えるようになった。森下が実践する自然医食は世界的長寿郷の食形態と矛盾しないはずだと考え、カスピ海と黒海に挟まれたコーカサス山脈の南に位置するグルジア、アルメニア、アゼルバイジャンの3共和国から長寿の調査を始めた。1970年（昭和45年）当時、グルジア共和国が世界一の長寿郷だといわれていたためである。
コーカサス山脈、パミール高原周辺を中心に、1975年から冬を除いて年に2、3回ずつ毎年出かけて調査を行うが、同じ場所であっても5年置きくらいに何度も行く必要がある。なぜなら、生命母体というのは時間であるから、一定の間隔で縦の時系列で見なければ、本当の長寿の調査にはなり得ない。1回だけの調査を100ヶ国回ったといっても何の意味も無いのである。
1970年代には、シラリ・ムスリモフ、メジードガアガイエフなど150歳はザラにいた。それが、1980年代は140歳、1990年代は130歳と10歳ずつ下がってきて、いま（2004年）は120歳になっている。
当初は、長寿郷の水や食べ物や色々なものを日本に持ち帰り、長寿因子を見つけてやろうと野心に燃えていた。ナトリウム、カリウム、カルシウム、マグネシウム・・・など39項目の元素分析を、ありとあらゆるものを調べ続けたが、それは無かった。元素ではない。
1回の調査団は7、8人から10人、1,000万円ほど掛かったときもあるし、平均して500万円ほどで、50回近く調査に出掛けている。30年近くも掛け長寿の調査を重ねて判ったことは、長寿者というのは殆ど生まれた土地を離れない。それから、自分の家の近くに畑を作り完全な自給自足の生活が多い。金銭で物を買うという発想が無く、買うとしてもスーパーマーケットまで行くのに1‐2日掛かるようなところだから、食べたいものは自分で作る以外にない。
結局、彼らは気がついていなのだけれども、土壌の生命エネルギーを自分たちが栽培した農作物に移行させ、それを、そこに住んでいる一家が食べている。そして、それらがまた土に戻る、という生命サイクルが循環している。土壌の命、植物の命、動物の命、そしてまた土壌へ戻る。このサイクルが循環しているということが、長寿の条件だということを森下は教えられた。
土壌の生命エネルギーなどということは、それまで全く思いもよらなかった。ただひたすら長寿元素を見つけてやろうと、一生懸命に行っては帰り元素分析を繰り返し、やっと判ったことは、元素ではなくエネルギーだということ。土壌のエネルギー、野菜のエネルギー、それを食べた人間がまた土に戻って生命サイクルを回す。だから、人間があちらこちらに移動したらダメになる。生命サイクルが回っているところで、その一部品として人間がそこに誕生する。すべての生命のサイクルが一体となって、大きく循環している中の一分子として人間が存在する場合においてのみ、人間の天寿である150歳というのが与えられるのだ。
現代の科学や医学が、見えるものだけが実在し、見えないものは存在しないという、ひとつの仮設の上に成り立ったところにそもそも誤りがある。特に生命科学においては、見えるものはほんの氷山の一角であって、水面下の見えないものが大部分だということを前提にして研究を進めるべきである。むしろ本質的な問題は、見えない大部分の側にあり、目に見える氷山の一角だけを研究するのでは行き詰まるのは当然であろう。
コンロン山脈の麓に、森下が長寿の調査で4、5回訪問したホータンという町がある。地元の人たちは、コンロンの山の奥に西王母（せいおうぼ）という350歳くらいの婦人が住んでいると固く信じている。彼女は、手のひらに鳥が運んでくれる量の食べ物しか食べないという。この話は、色々な示唆に富む話であって、手のひらに載る程度の食べ物だけで生きているというのは、腸の造血は殆ど営んでいない。その代わり、宇宙エネルギーをとり込んで、それによって血液を造るという経絡造血が完璧に備わり生きているということだろう。
コンロン山脈の大量の雪解け水は、5月頃にタクラマカン砂漠に土石流のように地響きを鳴らしながら、もの凄い勢いで流れ込むという。そのときにホータンも通っていく。その水が、ありとあらゆるものを全部のみ込んで流れて来る様は、初めに流れて来る先頭の状態を頭にイメージして、中国では龍（ドラゴン）という仮想動物を描いたのではないかといわれるほどである。ホータンのコンロン山脈からの水を調べると、生命エネルギーが猛烈に高い。長寿者が住んでいるところは、やはり違っていると感じさせられる。
ユーラシア大陸を見たときに、大陸の中央部は厳しい自然環境に囲まれ、西洋文明があまり入って来ない。西洋文明はユーラシア大陸辺縁の平野部にあり、文明は大陸の周辺から浸食していく。
いわゆる西洋文明は生態系を破壊する一方通行の文明であり、反生命文明といえる。したがって、欧米の文明があるところに「真の意味の長寿（真正長寿）」は存在しない（平均寿命は「疑似長寿」）。それは、ヨーロッパ、アメリカだけでなく、日本も同様である。

## 年譜
※1999年11月7日 国際自然医学会発行『森下自然医学の歩み 第1輯』より
- 1950年（昭和25年）：東京医科大学卒業後、生理学教室に入室、血液生理学を専攻。
- 1955年（昭和30年）：千葉大学医学部より学位授与される。
- 1957年（昭和32年）：東京歯科大学 生理学助教授。同年５月、「腸管造血説（千島・森下学説）」が読売新聞で紹介され、一般市民に公表される。
- 1960年（昭和35年）：「消ガン」「長寿」を目指す自然医学の基礎理論（森下理論）を提唱。 （17年後に、「マクガバンレポート」によって疫学的に裏付けられる）
- 1966年（昭和41年）：第51回国会 衆議院科学技術振興対策特別委員会「ガン問題」の学術参考人として証言。
- 1968年（昭和43年）：第58回国会 衆議院科学技術振興対策特別委員会「ガン問題」の学術参考人。
- 1969年（昭和44年）：第61回国会 衆議院科学技術振興対策特別委員会「食品添加物問題」の学術参考人。
- 1970年（昭和45年）：自然医学会、社団法人・生命科学協会、お茶の水クリニックを創設。
- 1975年（昭和50年）：世界長寿郷の実地調査を開始する。
- 1979年（昭和54年）：スペイン医師会より招聘され、特別集中講義を実施。グルジア長寿学会名誉会員に推挙される。第1回自然医学国際シンポジウムを開催：「食物とガン」「食物と長寿」
- 1981年（昭和56年）：アプハジア長寿学会名誉会員に推挙される。
- 1984年（昭和59年）：世界初の新疆ウイグル地区・長寿調査を行い、「第四の世界的長寿郷」と認定する。
- 1987年（昭和62年）：第9回自然医学国際シンポジウムにおいて「シルクロード長寿郷」という新概念を提唱。
- 1989年（平成1年）：中国・黒竜江省中医研究院、瀋陽薬学院（現・瀋陽薬科大学）より招聘され特別講演。アルメニア科学アカデミーより招聘、学術交流及び長寿郷共同調査を実施。
- 1990年（平成2年）：アルメニア長寿学会名誉会員に推挙される。中国保健食品協会より招聘され、抗衰老学会全国大会で特別講演。 中国・瀋陽薬学院（現・瀋陽薬科大学）客員教授に任命される。
- 1991年（平成3年）：中国・広西壯（チワン）族自治区・巴馬瑶（ヨウ、ヤオ）族長寿郷（未開放区）を、世界初の海外医学調査団として訪問調査。
  - 「第五の世界的長寿郷」と認定する。 森下長寿科学研究所の中に、「森下氣能医学教室」を設置。お茶の水クリニックの臨床面で活用する。
- 1992年（平成4）年：海外初の自然医学国際シンポジウム（吉林省と共催）を、中国・長春にて挙行する。
- 1993年（平成5年）：中国・広西壯族自治区・巴馬瑶族長寿郷の第三次調査を実施。テレビ西日本が同行取材。
  - 翌1994年2月26日（土）、FNS.26局（フジテレビ系列）で「桃源郷巴馬を行く」（1時間15分）が放映さる。
- 1995年（平成7年）：新疆ウイグル自地区（ホータン地区）長寿郷における第四次長寿郷調査（国際自然医学会による通算43回目の長寿郷調査）を実施。
  - テレビ西日本が同行取材。9月16日（土）、FNS.26局（フジテレビ系列）で「シルクロード長寿郷をゆく。砂漠の楽園ホータンのナゾ」が放映さる。
- 1997年（平成9年）：グルジア・トビリシ国立医科大学・名誉教授に任命さる。
  - 黒海東沿岸地域（トルコ共和国およびアジャール自治共和国）の長寿調査を実施。
- 1998年（平成10年）：グルジア長寿郷・アジャールの長寿調査。テレに西日本が同行取材。
  - 9月12日（土）、FNS.26局（フジテレビ系列）で「シルクロード長寿郷をゆく。グルジア・中国100歳のナゾ」が放映さる。
- 1999年（平成11年）：森下血液生態医学教室を設置。血液生理の基礎研究過程で半世紀にわたって実践してきた「血液生態解読」を復活。
  - ブラウン管画像で生きた血液を観察できるビジュアル装置を加味して、臨床面で活用する。

## 著書
- 森下敬一著『血球の起原』生命科学協会、1960年
- 森下敬一著『基礎生理学』1961年
- 森下敬一著『失われゆく生命』美土里書房、1961年
- 森下敬一著『水と生命』生命科学協会、1965年
- 森下敬一著『癌――隠されたその実体』1965年
- 森下敬一著『血液とガン』生命科学協会、1966年
- 森下敬一著『食べ物の知恵』生命科学協会、1966年
- 森下敬一著『ソ連ガンと闘う』1966年
- 森下敬一著『葉緑素と生命』生命科学協会、1967年
- 森下敬一著『健康と美容の食生活』文理書院、1968年
- 森下敬一著『生まれてからでは遅すぎる』文理書院、1969年
- 森下敬一著『ガンは恐くない』ペガサス、1969年
- 森下敬一著『絶対健康法』大泉書店、1969年
- 森下敬一著『葉緑素の医学』1969年
- 森下敬一著『自然療法入門』健友館、1969年
- 森下敬一著『薬にかわる健康食』生命科学協会、1970年
- 森下敬一著『健康自衛論』読売新聞社、1970年
- 森下敬一著『公害列島生き残り作戦』生命科学協会、1971年
- 森下敬一著『血液と輸血』メヂカルフレンド社、1972年
- 森下敬一著『自然食料理入門』ペガサス、1972年
- 森下敬一著『肉食亡国論』芸生新書、1972年
- 森下敬一著『食事革命』生命科学協会、1972年
- 森下敬一著『薬にかわる食べもの』ペガサス、1973年
- 森下敬一著『脱公害食品』大泉書店、1973年
- 森下敬一著『玄米・菜食健康法』芸術生活社、1974年
- 森下敬一著『野草健康法』ビジネス社、1975年
- 森下敬一著『美しく健康にやせる本』ペガサス、1975年
- 森下敬一著『自然食健康法』鶴書房、1975年
- 森下敬一著『自然食で健康に強くなる本』海南書房、1975年
- 森下敬一著『ガンを食べ物で治す法』海南書房、1976年
- 森下敬一著『プルーン健康法』ヘルス研究所、1976年
- 森下敬一著『食用・薬用野草ハンドブック』自然の友社、1977年
- 森下敬一著『慢性病の根治療法』三晃書房、1977年
- 森下敬一著『ガン「消去法」』自然の友社、1978年
- 森下敬一著『たべもの健康法』時事通信社、1978年
- 森下敬一著『自然食による育児教室』ペガサス、1978年
- 森下敬一著『クスリを使わない慢性病の治し方』海南書房、1978年
- 森下敬一著『グルジア超長寿の秘密』美土里書房、1980年
- 森下敬一著『自然医学の基礎』美土里書房、1980年
- 森下敬一著『癌はこれで治せるこれで防げる』リヨン社、1980年
- 森下敬一著『ガンも治る自然医食』潮文社、1980年
- 森下敬一著『ガンを治す食物』生命科学協会、1980年
- 森下敬一著『子供の病気は食事で治せる』生命科学協会、1981年
- 森下敬一著『成人病は自分で治せる』生命科学協会、1981年
- 森下敬一著『健康と美容とスピルリナ』美土里書房、1981年
- 森下敬一著『子供の肥満は恐い』ペガサス、1981年
- 森下敬一著『自然医食のすすめ』美土里書房、1982年
- 森下敬一著『赤と緑の医学』1983年
- 森下敬一著『驚異の自然医食』ダイナミックセラーズ、1983年
- 森下敬一著『こんな病気は穀菜食で治せる』大和書房、1983年
- 森下敬一著『慢性病は食べ物で治る』経営実務、1983年
- 森下敬一著『ガン 治す食べ物/ならない食べ物』経営実務、1983年
- 森下敬一著『スポーツマンのための爆発力がつく食べ物』リヨン社、1983年
- 森下敬一著『百歳突破の長寿食』潮文社、1983年
- 森下敬一著『健康熟年の自然食Q&A』教育出版センター、1984年
- 森下敬一著『食物と病気』美土里書房、1984年
- 森下敬一著『牛乳を飲むとガンになる！？』ペガサス、1984年
- 森下敬一著『自然医食で慢性病を克服する』美土里書房、1985年
- 森下敬一著『世界は今、自然医学』美土里書房、1985年
- 森下敬一著『花吹雪』美土里書房、1985年
- 森下敬一著『長寿学入門』美土里書房、1986年
- 森下敬一著『薬効食』柏樹社、1986年
- 森下敬一著『肉を食べると早死にする』ペガサス、1987年
- 森下敬一著『浄血健康法』時事通信社、1988年
- 森下敬一著『クスリをいっさい使わないで病気を治す本』三笠書房、1990年
- 森下敬一著『健康的にやせたい人が読む本』三笠書房、1991年
- 森下敬一著『世界の長寿食』出版現術社、1991年
- 森下敬一著『シルクロード長寿郷』出版現術社、1992年
- 森下敬一著『クスリをいっさい使わないでガンを防ぎ、治す本』三笠書房、1993年
- 森下敬一著『自然医食療法』文理書院、1994年
- 森下敬一著『消「癌」作戦』文理書院、1995年
- 森下敬一著『クスリをいっさい使わないで病気を治す森下健康法』三笠書房、1996年
- 森下敬一著『宝石の気能』美土里舎、1997年
- 森下敬一著『浄血すればガンは治る』白亜書房、1998年
- 森下敬一著『Overcoming Cancer(ガンを克服して)』英語版、1998年
- 森下敬一著『クスリをいっさい使わないで病気を治す本』三笠書房、1999年
- 美土里舎編『森下自然医学の歩み 第1輯〈草創〉をる』国際自然医学会、1999年
- 美土里舎編『森下自然医学の歩み、第2輯〈孤高〉風雪をく』国際自然医学会、1999年
- 森下敬一著『ガンは恐くない（改訂版）』文理書院、2001年
- 森下敬一著『難病も治す自然医食』ダイナミックセラーズ出版、2001年
- 森下敬一著『末梢血液・夾雑物の解析―特に「経絡造血現象」に就いて』（和文・英文）、美土里書房、2004年
- 森下敬一著『こどもダイエット』小学館、2004年
- 森下敬一著『週末医食』祥伝社、2004年
- 森下敬一著『森下自然医学の概要』（和文・英文）、2006年
- 森下敬一著『しっかり食べて健康的にやせる本』三笠書房、2007年
- 森下敬一著『人生が変わる食べ方』ビジネス社、2008年
- 森下敬一著『ガンは食事で治す』ＫＫベストセラーズ、2010年
- 森下敬一著『森下敬一の血液をきれいにして病気を治す自然医食療法』講談社、2012年
- 森下敬一著『血液をきれいにして病気を防ぐ、治す 50歳からの食養生』講談社、2016年
- 森下敬一 共著『腸から体がよみがえる「胚酵食」』青春出版社、2016年
- 森下敬一著『森下流驚きの自然医食療法ガンにも効く食べかた』メトロポリタンプレス、2016年
- 森下敬一 共著『腸管造血の先駆者森下敬一博士と語る「腸＝」理論 生命の超オーケストレーション』ヒカルランド、2019年
- 森下敬一著『「最強の自然医学健康法」――こうすれば病気は治る』共栄書房、2019年

その他の著書・共著および新聞・雑誌の寄稿多数、森下の創刊した雑誌「森下自然医学（No.1 - 644）」、雑誌の前身タブロイド判「自然医学」など多数